# Perissus rhaphumoides
Perissus rhaphumoides là một loài bọ cánh cứng trong họ Cerambycidae.